# Grzech pierworodny

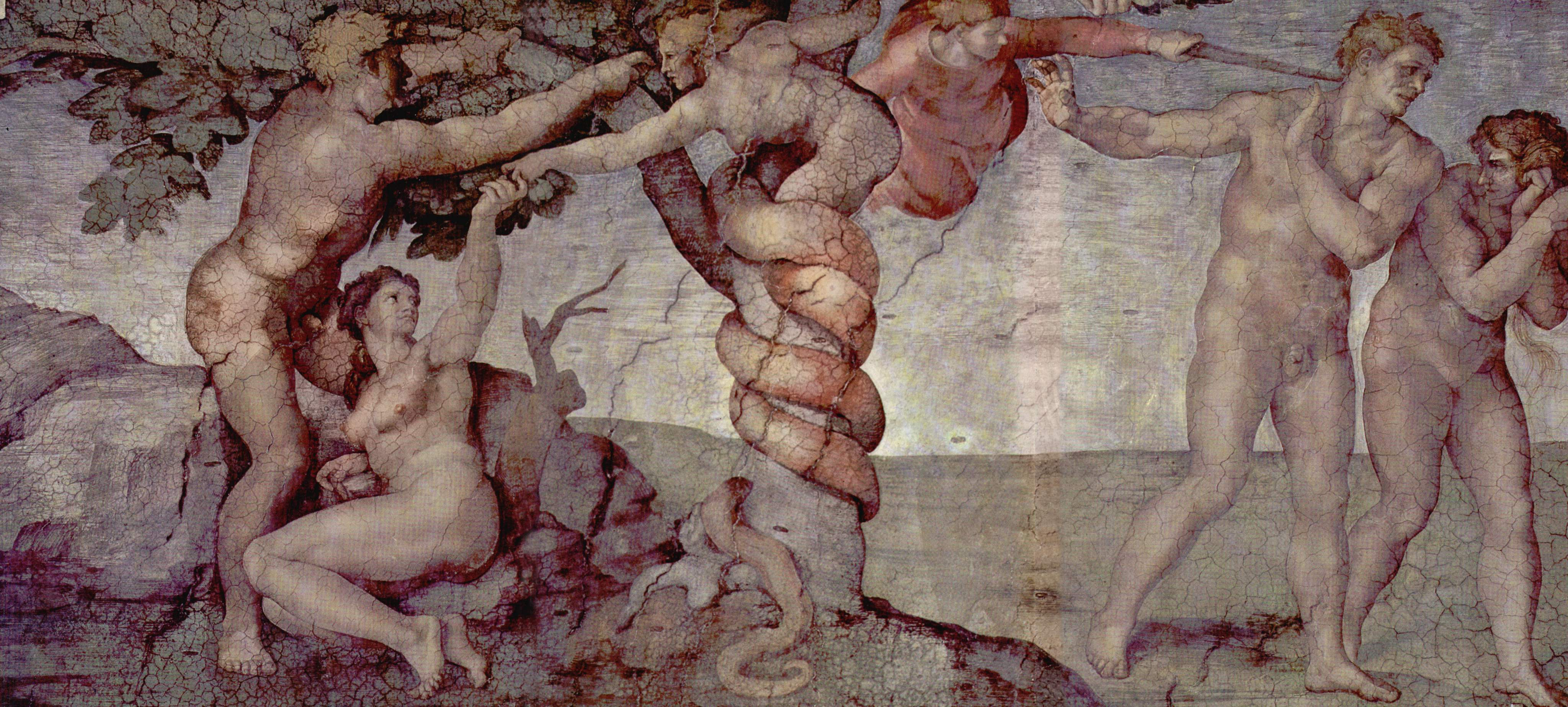
Fresk Michała Anioła z Kaplicy Sykstyńskiej przedstawiający grzech pierworodny

Grzech pierworodny – w teologii chrześcijańskiej oznacza pierwszy grzech Adama i Ewy w raju, popełniony pod wpływem pokusy szatana. Polegał on na uniesieniu się pychą i okazaniu nieposłuszeństwa wobec Boga poprzez spożycie z drzewa poznania dobra i zła owocu zakazanego.
Pojęcie to obejmuje również stan oddalenia ludzkości od Boga, stan grzeszności, brak pierwotnej sprawiedliwości, świętości, będący konsekwencją upadku pierwszej pary małżeńskiej i dziedziczony przez wszystkich ich potomków. Grzech pierworodny jest przyczyną zepsucia ludzkiej natury, polegającego szczególnie na osłabieniu zdolności jasnego poznania prawdy oraz słabości woli, która doznaje rozbicia między pragnieniem dobra a skłonnością ku złu moralnemu. Przechodzi on z pokolenia na pokolenie – przekazywany jest dziecku w akcie poczęcia.
Grzech pierworodny dotyczy skutków pierwszego grzechu Adama i Ewy – osłabienia ludzkiej natury, skłonności do zła i oddzielenia od Boga – a nie osobistej winy, która mogłaby być przypisana człowiekowi od momentu narodzin. W teologii katolickiej podkreśla się, że jest to stan, a nie czyn (akt) przypisywany jednostce.
Ponieważ Jezus Chrystus został poczęty za sprawą Ducha Świętego, otrzymał nieskażoną naturę ludzką, będąc jednocześnie w pełni człowiekiem i w pełni Bogiem. Dziewicze poczęcie Jezusa było konieczne, aby mógł być „Nowym Adamem,” doskonałym i świętym, zdolnym do odkupienia ludzkości.
Według nauki katolickiej jedynym człowiekiem zachowanym od grzechu pierworodnego była Maria, Matka Boża (Dogmat o Niepokalanym Poczęciu). Katechizm katolicki mówi jednocześnie, że chrzest gładzi grzech pierworodny.

## Nazwa
Określenie grzech pierworodny /(łac.) peccatum originale/ zostało użyte po raz pierwszy przez Augustyna z Hippony w jego dziele Do Symplicjana o różnych problemach (De diversis quaestionibus ad Simplicianum) I,1.10, wydanym w 397 Doktor Kościoła używał go następnie wielokrotnie po 412 wraz z rozpoczęciem kontrowersji pelagiańskiej. Umieścił je także w tytule traktatu z 418 De gratia Christi et de peccato originali (O łasce Chrystusa i grzechu pierworodnym).
Teologia średniowieczna, a za nią scholastyka potrydencka mówiły o peccatum originale originans (dosłownie: grzech dający początek, sprawiający), odnosząc to pojęcie do upadku Adama i Ewy w raju oraz o peccatum originale originatum (dosłownie: grzech, który został zapoczątkowany) określając w ten sposób stan, w jakim się znajduje ludzkość obecnie.
Choć termin "grzech pierworodny" może być mylący w kontekście potocznym, Kościół zachowuje go ze względu na historyczną ciągłość nauczania. Potoczne nieporozumienia wynikają z błędnego rozumienia grzechu pierworodnego jako dziedziczenia winy. W rzeczywistości chodzi o stan oddzielenia od Boga i zepsucia natury, a nie o indywidualny akt przypisywany jednostce.

## Biblia
Rozdziały 2 i 3 Księgi Rodzaju opisują sytuację zerwania pierwotnej przyjaźni z Bogiem na skutek wolnej decyzji człowieka kuszonego przez diabła. Adam i Ewa okazali nieposłuszeństwo wobec Boga, gdyż za radą węża chcieli być jak Bóg i znać dobro i zło (Rdz 3,5). Relacja z Bogiem nie była tylko relacją podporządkowania, posłuszeństwa mu, ale też przyjaźni. Gdyż Bóg uczynił ich na swoje podobieństwo (Rdz 1,26n) i nie zatrzymał dla siebie niczego, nawet życia, uczynił ich obrazem własnej wieczności (Mdr 2,23–24). Za przyczyną diabła, zaczęli wątpić w dobroć i potrzebę Bożego przykazania (por. Rz 7, 10–11).
W konsekwencji grzechu, więź przyjaźni Adama i Ewy z Bogiem i między nimi została zrujnowana. Objawiło się to poprzez wyrzuty sumienia, których doświadczyli już przed wygnaniem z raju: poczuli wstyd wobec siebie i zrobili sobie opaski. Doświadczyli też wstydu wobec Boga i lęku przed nim i ukryli się:

Gdy zaś mężczyzna i jego żona usłyszeli kroki Boga Jahwe przechadzającego się po ogrodzie, w porze kiedy był powiew wiatru, skryli się przed Bogiem Jahwe wśród drzew ogrodu. Bóg Jahwe zawołał na mężczyznę i zapytał go: „Gdzie jesteś?” On odpowiedział: „Usłyszałem Twój głos w ogrodzie, przestraszyłem się, bo jestem nagi, i ukryłem się”. Rzekł Bóg: „Któż ci powiedział, że jesteś nagi?” (Rdz 3, 8–11)

Wygnanie z raju było Bożym zatwierdzeniem ludzkiego wyboru, a także pokazaniem że przestroga była prawdziwa, nie była kłamstwem ze strony Boga. Adam i Ewa doświadczyli zerwania więzi z Bogiem, źródłem życia, i nieporządku relacji między sobą: on będzie panował nad tobą (Rdz 3,16). Doświadczyli też, że są śmiertelni, że ich natura, a także cały świat, są źródłem cierpienia. Praca stała się trudem, ziemia zaczęła rodzić cierń i oset. Doświadczenie to przeszło na ich potomstwo – ukazuje to historia Kaina i Abla: zabójstwo dokonane przez zazdrosnego brata (Rdz 4,8) oraz powszechność zła na ziemi za czasów Noego (Rdz 6,13).
Ponieważ inicjatywa grzechu wyszła od człowieka, pojednanie może przyjść jedynie jako inicjatywa Boga. Przezwyciężenie zła jest zapowiedziane już przed wygnaniem (Rdz 3,15, por. 12,21) – jest to tzw. protoewangelia. Dzieło zbawienia rozpocznie się poprzez powołanie Abrahama (Rdz 12,1; por. Joz 24,2n.14).

## Historia dogmatu
Można wyróżnić trzy etapy rozwoju teologii grzechu pierworodnego:
1. Od Augustyna z Hippony (354–430 r.) do końca Średniowiecza.
2. Nowożytność: od Reformacji do Janseniusza (1585–1638)
3. Okres współczesny: od końca II wojny światowej (1945 r.) po lata następujące po Soborze watykańskim II[15].

### Ojcowie Kościoła
Temat grzechu pierworodnego nie pojawia się u Ojców apostolskich. Koncentrują się oni na zbawieniu w Jezusie Chrystusie, który wybawia ludzkość z grzechu i jego konsekwencji, nie wchodząc w problematykę protologiczną grzechu pierwszych rodziców, czy też tym bardziej stanu ludzkości przed grzechem.
Większość autorów dostrzega pierwsze ślady nauczania o grzechu pierworodnym u św. Justyna (ok. 100–167). Ten wczesny apologeta chrześcijański w Apologii pisał o konieczności chrztu, potwierdzonej przez fakt, że rodzimy się z niedobrymi skłonnościami. W Dialogu z Żydem Tryfonem wspomniał o grzechu Adama jako o przyczynie obecnej sytuacji ludzkości, poddanej mocy śmierci i grzechu należących do węża. Analizując dziewicze narodziny Chrystusa, wprowadził przeciwstawienie Ewa-Maryja, pisząc, że Ewa była nienaruszoną dziewicą, lecz kiedy poczęła słowo węża porodziła nieposłuszeństwo i śmierć.
Również Tacjan (ok. 130–193), niewierny uczeń Justyna, pisał o grzechu pierworodnym, m.in., że Bóg stworzył nas dobrymi, jednak nasza wolna wola nas zrujnowała.
Teofil z Antiochii, którego styl jest prostszy i dzięki temu jaśniej ukazuje doktrynę chrześcijańską na temat upadku człowieka, w dziele Do Autolika wskazuje na fakt stworzenia mężczyzny i kobiety razem, by było jasne, że zostali uczynieni przez tego samego, jedynego Boga. Była to aluzja antygnostycka. Zostali oni uczynieni potencjalnie śmiertelnymi, tzn. nie mieli umrzeć, ale też nie byli nieśmiertelni. Adam był w stanie duchowego dziecięctwa, zdolny do zdobywania wiedzy stopniowo, według woli Opatrzności. Upadek i jego konsekwencje, opisane przez Księgę Rodzaju, Teofil rozumiał dosłownie. To, że opowiadanie biblijne jest prawdziwe, możemy stwierdzić poprzez nasze własne doświadczenie: bóle rodzenia, zawstydzenie węża, który wije się po ziemi. Bóg wygnał człowieka z raju na jakiś czas, by mógł odpokutować swoją winę.
Wczesnym Ojcem Kościoła, u którego można znaleźć elementy nauczania o grzechu pierworodnym jest Ireneusz z Lyonu (140-202), który pisał o nim w dziełach Adversus haereses V,23,1-2 i Wykład nauki apostolskiej 16. Ireneusz komentował zarówno 3 rozdział Księgi Rodzaju, jak i List do Rzymian 5,12. Wyjaśniał motywację szatana-kusiciela jako zazdrość wobec darów Bożych udzielonych ludziom, pokazywał też znaczenie i bolesne skutki nieposłuszeństwa pierwszych rodziców. Mówił także o miłosierdziu Bożym i pragnieniu Boga, aby ludzie na nowo znaleźli się w raju – biskup Lyonu w duchu millenaryzmu uznawał nastanie tysiącletniego raju – a następnie w chwale zmartwychwstania.
O grzechu pierworodnym pisał także Tertulian.
Ogromną rolę w historii kształtowania dogmatu odegrała Szkoła Aleksandryjska, poczynając od Filona, poprzez Klemensa Aleksandryjskiego, aż do Orygenesa. Innymi autorami byli Metody z Olimpu i Didym Ślepiec oraz Atanazy. Tematyka grzechu pierworodnego występuje także u Ojców kapadockich, takich jak: Bazyli Wielki, Grzegorz z Nazjanzu, a po nich u Epifaniusza z Salaminy i Jana Chryzostoma. Jej zwieńczeniem jest jednak nauczanie Ambrożego z Mediolanu i Augustyna z Hippony. Nauczanie tego ostatniego nadało zasadniczy zrąb późniejszej doktrynie grzechu pierworodnego Kościoła. Jest ono uważane niekiedy za przełom w formułowaniu tego dogmatu przez Magisterium Kościoła.

## Magisterium Kościoła katolickiego
Nauczanie o grzechu pierworodnym u Ojców Kościoła zostało doprecyzowane w ciągu wieków poprzez orzeczenia papieży, synodów i soborów, wyrazicieli Magisterium Kościoła.

### Synody i sobory
Podstawowe elementy dogmatu zostały określone w związku z kontrowersją pelagiańską.
- Po kilku latach burzliwego rozeznawania i dialogu biskupów afrykańskich m.in. także ze Stolicą Apostolską w Rzymie, oraz przesłuchań Pelagiusza i Celestiusza na synodach, błędne ich zdaniem tezy pelagiańskie dotyczące dogmatu o grzechu pierworodnym zostały streszczone w 8 kanonach i potępione przez XVI(XV) Synod w Kartaginie w 418 r.[35] Akta synodu zostały podpisane przez papieża Zozyma I, który też rozesłał w tej sprawie encyklikę zwaną Epistula Tractoria do wszystkich patriarchów Wschodu[36].
- Ujęcia pelagiańskie natury ludzkiej zostały następnie uznane za herezję na Soborze w Efezie w 431 r. (choć nie był to główny przedmiot obrad)[37].
- Nauczanie synodu kartagińskiego zostało powtórzone na synodzie w Orange /Concilium Arausicanum (łac.)/ w 529 r., pod przewodnictwem św. Cezarego z Arles[38]
- Sobór trydencki w 1546 r. w dekrecie O Grzechu Pierworodnym odrzucił zarówno twierdzenia naturalizmu humanistycznego, jak i nauczanie Marcina Lutra[39].

Św. Tomasz z Akwinu mówił, że pierwszy człowiek doznał spoliatio in gratuitis et vulneratio in naturalibus („utraty w tym, co darmo otrzymał, oraz zranienia w naturze”).

### Pius XII
W związku ze sformułowaniem teorii ewolucji człowieka, pojawiły się nowe kwestie z zakresu dziedziny dogmatyki, zwanej protologią, dotyczące natury grzechu pierworodnego. Wskazówki dla refleksji nad uzgodnieniem dogmatu z nowożytną teorią powstania człowieka, dał papież Pius XII w encyklice Humani generis (1950). Wykluczył on prawdziwość teorii poligenizmu, ze względu na niemożność pogodzenia jej z prawdą o tym, że grzech pierworodny, jak każdy grzech, z definicji mógł się dokonać tylko indywidualnie. A także jedynie wtedy wszyscy ludzie mogą nieść jego konsekwencje, jeśli będą pochodzić od jednej pary ludzkiej:

30. Poligenizm

Co się zaś tyczy natomiast hipotezy, tzw. poligenizmu, synom Kościoła wspomniana wyżej swoboda bynajmniej już nie przysługuje. Nie wolno bowiem wiernym Chrystusowym trzymać się takiej teorii, w myśl której przyjąć by trzeba albo to, że po Adamie żyli na ziemi prawdziwi ludzie nie pochodzący od niego, drogą naturalnego rodzenia, jako od wspólnego wszystkim przodka, albo to, że nazwa „Adam” nie oznacza jednostkowego człowieka, ale jakąś nieokreśloną wielość praojców. Już zaś zupełnie nie widać jakby można było podobne zdanie pogodzić z tym, co źródła objawionej prawdy i orzeczenia kościelnego Nauczycielstwa stwierdzają o grzechu pierworodnym, jako pochodzącym z rzeczywistego upadku jednego Adama i udzielającym się przez rodzenie wszystkim ludziom, tak iż staje się on grzechem własnym każdego z nich.

### Paweł VI
Nauczanie o grzechu pierworodnym zawarł także papież Paweł VI w Wyznaniu wiary Ludu Bożego (1968 r.), gdzie podkreślił, że stan natury ludzkiej nie jest taki sam jak ten, w którym był pierwotnie u pierwszych rodziców. Oni byli stworzeni w świętości i sprawiedliwości, natura ludzka przez grzech pierworodny została zaś zraniona w swoich siłach naturalnych i poddana władztwu śmierci i tak jest przekazywana wszystkim ludziom:

Z tego powodu każdy człowiek rodzi się w grzechu. Przyjmujemy więc za Soborem Trydenckim, że grzech pierworodny wraz z naturą ludzką przekazywany jest przez zrodzenie, a nie przez naśladownictwo i że trwa on w każdym człowieku jako jego własna rzeczywistość. (n.5a)

### Jan Paweł II
Komentując nauczanie Pawła VI zawarte w Wyznaniu wiary z 1968 r., Jan Paweł II podkreślił, że grzech pierworodny i zepsucie, które spowodował jest postrzegany przez Objawienie w ścisłym odniesieniu do tajemnicy Odkupienia natury ludzkiej w Chrystusie. Streszczają to słowa św. Pawła: Gdzie wzmógł się grzech, tam jeszcze obficiej rozlała się łaska (Rz 5,20).
Papież nauczał, że w wyniku grzechu ludzka upadła (lapsa) natura straciła następujące elementy w stosunku do pierwotnego stanu szczęśliwości w raju:
- łaska uświęcająca i inne dary, sprawiające doskonałość (integritas) osoby. Uszczerbku doznały szczególnie wewnętrzne dyspozycje rozumu i woli, ale cały człowiek, z duszą i z ciałem uległ zepsuciu
- nieśmiertelność i niedoznawanie cierpienia, tzw. niecierpiętliwość.

Przypomniał też podstawowe elementy składające się na stan po upadku:
- przyćmienie zdolności rozumu do poznawania prawdy – pozostając pod wpływem namiętności wypracowuje fałszywe obrazy dobra
- osłabienie wolnej woli, odtąd skłonniejszej do ulegania zmysłom oraz fałszywym obrazom dobra, przedstawianym jej przez rozum
- zarzewie grzechu (fomes peccati), czyli pożądliwość (concupiscentia), oznaczająca nieuporządkowane pragnienia zmysłowe i duchowe wszelkiego rodzaju. Jest ona źródłem skłonności do grzechów osobistych – powstała w człowieku z grzechu pierworodnego i prowadzi do grzechów aktualnych, osobistych. Pozostaje w każdym człowieku, także usprawiedliwionym przez Chrystusa we chrzcie.

Jan Paweł II przypomniał katolickie rozumienie zepsucia natury ludzkiej: chociaż jest ona po grzechu pierworodnym pozbawiona daru łaski i życia wiecznego, a władze duszy są zaciemnione w swym działaniu, na płaszczyźnie naturalnej pozostaje zdolna do czynów moralnych, jest więc wolna w swej woli: 

Może więc spełniać czyny posiadające prawdziwą wartość moralną – dobre lub złe – co jest możliwe tylko na gruncie wolności woli ludzkiej. Jednakże człowiek, pozostający w stanie upadku, nie potrafi sam, bez pomocy Chrystusa, kierować się ku nadprzyrodzonym dobrom, które stanowią jego pełną realizację i jego zbawienie.

#### Teologia ciała a drzewo poznania
W ujęciu katechez Mężczyzną i niewiastą stworzył ich o teologii ciała, skutkiem grzechu pierworodnego, a konkretnie zerwania owocu drzewa poznania dobra i zła jest w sercu „człowieka historycznego”, żyjącego po upadku, wymieniona w 1 Liście św. Jana, pożądliwość ciała, pożądliwość oczu i pycha tego życia (1 J 2,16). Zerwanie z drzewa poznania było symbolem poznania dobra i zła z pozycji doświadczenia i przeżycia zła, czyli zawinionej utraty dobra. Było ono jednocześnie zerwaniem przymierza z Bogiem, w którym żyli pierwsi małżonkowie, które zmieniło świat, stworzony przez Boga jako dobry. Odtąd właśnie on jest przedstawiony przez św. Jana, jako źródło pochodzenia troistej pożądliwości, która sprawia, że mężczyźni i kobiety mają pokusę patrzeć na siebie pożądliwe, co piętnuje Chrystus w Kazaniu na górze (por. Mt 5, 27–28).

## Inne wyznania chrześcijańskie
Niektóre z zamieszczonych tu informacji wymagają weryfikacji.
Dokładniejsze informacje o tym, co należy poprawić, być może znajdują się w dyskusji tej sekcji.
 Po wyeliminowaniu niedoskonałości należy usunąć szablon {{Dopracować}} z tej sekcji.
Luteranie uznają, że grzech pierworodny nie jest jedynie uszczerbkiem natury ludzkiej, ale jej całkowitym skażeniem. Uważają także, że chrzest gładzi winę grzechu pierworodnego, ale sam grzech pierworodny, i związana z nim skłonność do grzechu, pozostaje – jednak od momentu chrztu Duch Święty działa w człowieku i powoduje jego przemianę. Marcin Luter rozpatrywał przy tym grzech pierworodny w sensie relacji człowieka z Bogiem; według tej postawy klasyfikowane są natura i zdolności człowieka. Nie interesowały go natomiast statyczne cechy człowieka, określające jego miejsce w hierarchii bytu, na czym skupiała się filozofia scholastyczna. Skutkiem niezmycia za życia grzechu pierworodnego jest egzystencja po śmierci w oddaleniu od Boga, jego miłości, bliskości i zaopatrzenia w miejscu potocznie nazywanym piekłem.
Niektórzy protestanci w odróżnieniu od tzw. kościołów historycznych (katolickie i ewangelickie) uważają, że zgodnie ze wzorami biblijnymi przyjęcie ofiary Jezusa może być wyłącznie aktem świadomego wyboru, a chrzest jest tylko świadectwem tego faktu („chrzest wiary”) – ma to swoje korzenie w arminianizmie.
W teologii prawosławnej grzech ten nazywany jest grzechem Prarodziców, co wskazuje na fakt, iż nie jest on dziedziczony przez potomków Adama i Ewy. Skutkiem grzechu Adama jest śmierć i skłonność do zła. Prawosławie pojmuje grzech Adama i Ewy jako osobowy.
Pelagianizm przeciwstawiał się tej wizji rodzenia się z grzechem, nie uznają jej też niektóre wyznania oparte na Biblii (np. rastafarianizm).
Świadkowie Jehowy uważają grzech pierworodny – zjedzenie przez Adama i Ewę owocu z drzewa poznania dobra i zła – za akt nieposłuszeństwa, próbę uzyskania niezależności i bezpowrotne zerwania ich więzi z Jehową Bogiem. Grzech ten wycisnął piętno na potomkach pierwszej pary ludzkiej, ponieważ przekazali go na wszystkich ludzi sprowadził śmierć (Rz 5:12). Z powodu odziedziczonego grzechu, czyli niedoskonałości także, chorujemy, starzejemy się. Cierpimy również z powodu następstw własnych lub cudzych błędów (Kaznodziei 8:9; Jakuba 3:2). Jehowa Bóg postanowił utorować drogę do uwolnienia ze śmiercionośnej władzy grzechu. Dzięki ofierze złożonej przez Jezusa Chrystusa, Bóg usunie grzech i wszelkie jego skutki oraz przywróci ogólnoziemski raj i w ten sposób spełni swoje pierwotne zamierzenie – życie wieczne w raju na ziemi.

## Współczesne próby re-interpretacji grzechu pierworodnego
Od ok. połowy XX wieku w literaturze teologicznej toczy się ożywiona debata na temat tradycyjnej doktryny grzechu pierworodnego. Jak zauważył Robert Spaemann, oprócz nurtu naturalistycznego materializmu, który neguje sens mówienia o grzechu pierworodnym jest szereg autorów, którzy chcą dokonać jej reinterpretacji. Postulując trudności z przyjęciem grzechu pierworodnego w sposób, w jaki ujmuje go tradycyjna teologia dogmatyczna, pragną zastąpić ją ekwiwalentami, będącymi na pozór bardziej do przyjęcia. W ten sposób pojęcie przeszło „szereg świeckich metamorfoz”. Punktem wyjścia refleksji tych autorów jest egzystencjalna sytuacja człowieka: brak zadowolenia „z siebie i ze swego świata, ze swojej kultury i swojej ustalonej praktyki życiowej” .
Jedną z głośniejszych prób teologicznej reinterpretacji była teoria holenderskiego jezuity Pieta Schoonenberga, który próbował odczytać grzech pierworodny trwający w ludzkości i w poszczególnych ludziach (peccatum originale originatum) jako oddalenie od Boga i brak ufności do Niego, będące skutkiem sytuacji grzechu świata, o którym pisał św. Jan Ewangelista (por. J 1,29). Uznawał, że pierwsze rozdziały Księgi Rodzaju trzeba odczytać alegorycznie, podobnie sam upadek Adama i Ewy (peccatum originale originans). Uznawał, że trzeba na nowo odczytać doktrynę Pelagiusza, tak by nadać jej znamiona ortodoksji  .
Jednym z głównych zagadnień, jakie dyskutowano i dyskutuje się do tej pory, jest pogodzenie grzechu pierworodnego z koncepcją ewolucjonistyczną powstania człowieka .